# 根茎嵩草
根茎嵩草（学名：Carex gammiei）为莎草科薹草属下的一个种。